# Indijanac u ormaru (film)
Indijanac u ormaru američki je obiteljski fantastični film iz 1995. redatelja Franka Oza, snimljen prema scenariju Melisse Mathison, a temelji se na istoimenoj knjizi za djecu Lynne Reid Banks iz 1980. godine. Priča se vrti oko dječaka koji za svoj deveti rođendan na dar dobije ormarić . Od svog najboljeg prijatelja Patricka na poklon dobiva figurirao Indijanca koju zaključa u ormarić. Slijedećeg jutra otkriva da je Indijanac oživio.